# Metodologia Humanistyki (seria wydawnicza)
Metodologia Humanistyki – książkowa seria wydawnicza PWN z lat 1984–1992. Ukazało się 14 tomów.
Tomy wydane:
- Historyzm i jego obecność w praktyce naukowej (1990)
- Jak filozofować? Studia z metodologii filozofii (1989)
- Kultura i poznanie (Jerzy Kmita 1985)
- Kulturowe założenia pojęcia normalności w psychiatrii (Julia Sowa 1984)
- Metodologia historii (Jerzy Topolski 1984)
- O koncepcji form symbolicznych Ernsta Cassirera (Jacek Sójka 1988)
- O kulturze i jej badaniu (1985)
- O założeniach interpretacji antropologicznej (Michał Buchowski, Wojciech Burszta 1985)
- Perspektywy socjologii kultury artystycznej (Aleksander Lipski, Krzysztof Łęcki 1992)
- Przyczynowość w badaniach socjologicznych (Jakub Karpiński 1985)
- Rytuał i narracja (Edmund Leach 1989)
- Symbol i poznanie. W poszukiwaniu koncepcji integrującej (1987)
- Tworzenie pojęć w naukach humanistycznych (Tadeusz Pawłowski 1986)
- Zasady konwencjonalistycznej filozofii nauki (Andrzej Siemianowski 1985)